# Константин Кесяков
Константин Искров Кесяков е български офицер, полковник. Участник в Руско-турската война (1877 – 1878), генерал-майор от Руската императорска армия.

## Биография
Роден е на 14 юни 1838 година в град Копривщица. Завършва Пловдивското класно училище. Продължава образованието си в Московския университет. Ориентира се към военното поприще. През 1865 година завършва II константиновско военно училище в Санкт Петербург. Служи в гвардейските части. През 1868 участва в организирането на Втората българска легия в Белград.
По време на Руско-турската война от 1877 – 1878 година Кесяков е командир на I опълченска дружина на Българското опълчение. Военно звание подполковник. Участва в боевете при Стара Загора, при Шипка и при Шейново. Награден е със Златно оръжие „За храброст“ и Орден „Свети Владимир“ IV степен. През 1878 е повишен във военно звание полковник.
При Временното руско управление е военен комендант на Велико Търново и Пловдив. Взема дейно участие в организирането на Българската армия. Преминава на служба и става началник на Източнорумелийската милиция (1878 – 1879). Той е сред главните организатори на съпротивата срещу решенията на Берлинския договор. Допринася са създаването на гимнастическите дружества в Източна Румелия и военната подготовка на населението.
Участва в преврата на 9 август 1886 година срещу княз Александър I Батенберг. След неговия неуспех емигрира в Русия. Служи в Руската императорска армия. Достига до военно звание генерал-майор. След разрешаването на офицерско-емигрантския въпрос (1898) се завръща в България няколко дни преди смъртта си на 3 март 1900 година.
На 17 април 1892 г. като командир на 15-и резервен полк, „за неговата дълголетна, усърдна и безпорочна служба“, подполковник Кесяков е награден с княжески орден „Св. Александър“ IV степен.

## Награди
- Княжески орден „Св. Александър“ IV степен (17 април 1892)